# Johannes Brunner
Johannes Brunner (27 marzo 1992) è un giocatore di football americano svizzero che gioca nel ruolo di linebacker e defensive lineman per i Thun Tigers.